# Hippopsis fractilinea
Hippopsis fractilinea es una especie de escarabajo longicornio del género Hippopsis, tribu Agapanthiini, subfamilia Lamiinae. Fue descrita científicamente por Bates en 1866.

## Descripción
Mide 10,6-22,5 milímetros de longitud.

## Distribución
Se distribuye por Bolivia, Brasil, Ecuador y Perú.